# Instrument à vent mécanique

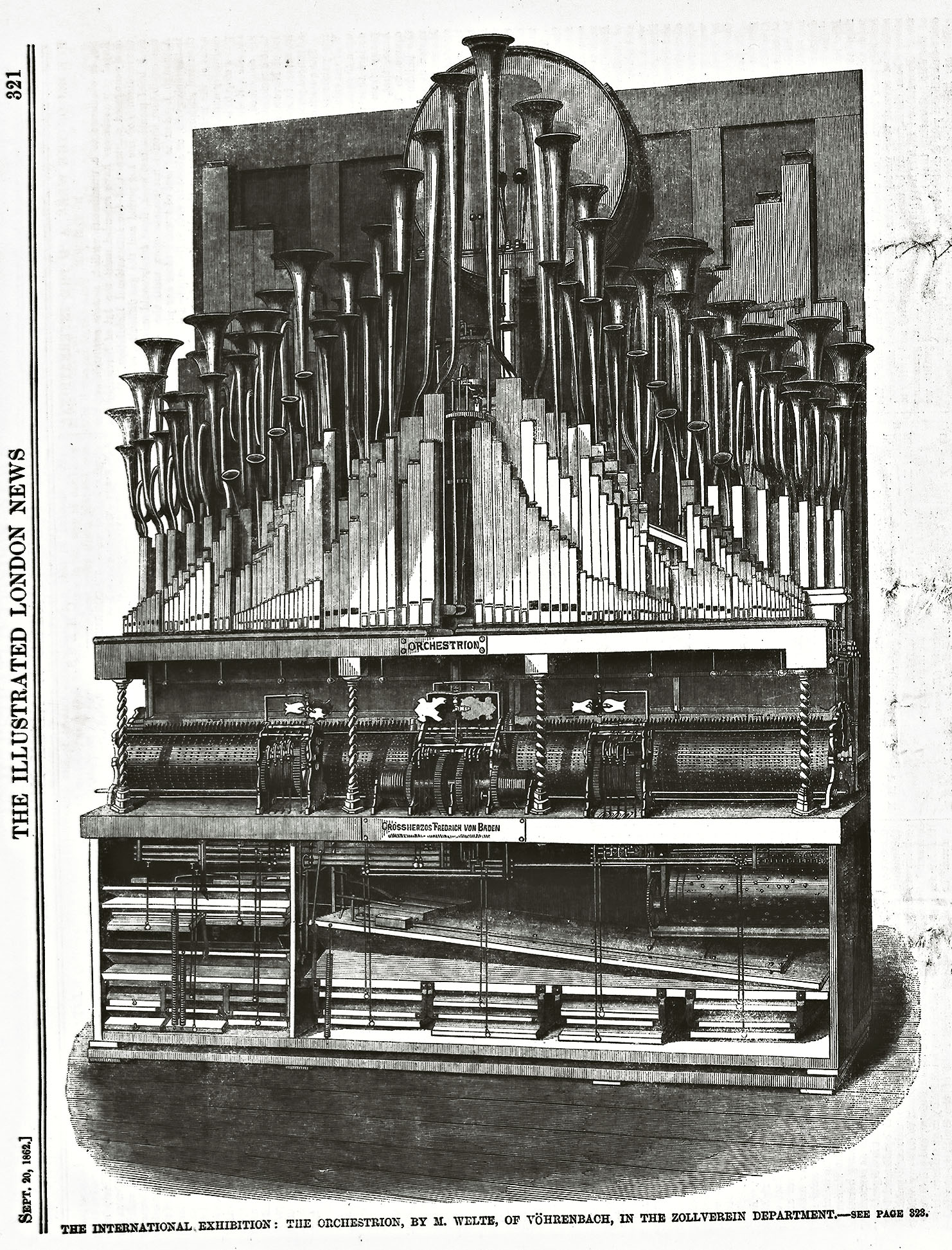
Illustration de l'orchestrion de M. Welte, de Vöhrenbach, dans le département de Zollverein pour le journal The London Illustrated News, 1862.

Les instruments de musique mécanique à vent sont des instruments de musique mécaniques dont le son est formé grâce aux vibrations d'une colonne d'air.

## Instruments de musique mécanique à vent
Les instruments de musiques mécanique à vent englobent tous les orgues mécaniques.
- Apollonicon

- Limonaire
- Orchestrion
- Orgue de Barbarie
- Panharmonicon
- Serinette